# The Pride of St. Louis
The Pride of St. Louis è un film del 1952 diretto da Harmon Jones.